# Stanisław Kowalewski
Stanisław Kowalewski (ur. 16 marca 1918 w Brwinowie k. Warszawy, zm. 24 grudnia 2003 w Warszawie) – polski prozaik, autor utworów dla młodzieży oraz sztuk scenicznych, scenarzysta.

## Życiorys
Urodził się w rodzinie Stanisława Antoniego Kowalewskiego h. Dołęga (1864–1941) i Janiny Karoliny ze Świerczyńskich h. Ostoja (1877–1966). Studiował na Wydziale Prawa Uniwersytetu Warszawskiego. Debiutował w roku 1935. W 1939 r. uczestniczył w kampanii wrześniowej, w walkach w obronie Warszawy.
Debiutował w 1947 r. na łamach prasy literackiej jako prozaik.
W 1981 r. otrzymał nagrodę Prezesa Rady Ministrów.
Był mężem Zofii z Szerękowskich (1917–1997).

## Wybrana twórczość
- A jeśli powiem nie
- A kiedy wejdziesz w las (1971)
- Andrzej (1976; seria „Portrety”)
- Bliżej jutra
- Czarne okna (1961)
- Czary i oczarowania
- Donna Kamelia
- Dzikie ptaki lecą najdalej (1970; opowiadanie)
- Idol
- Jabłko Parysa
- Jerzy (1979; seria „Portrety”)
- Jutro jeszcze dalej niż dziś i inne opowiadania (1976)
- Laura z oddali
- Lot nad światem
- Maja (1977; seria „Portrety”)
- Miłosne zasadzki
- Nadliczbowy
- Nie ma ceny na miód akacjowy (1973)
- Niedostatecznie (1955)
- Odwiedziny o zmierzchu (1979)
- Ofiarowanie (1947; opowiadania, dla dorosłych)
- Pierwsza miłość (1956; opowiadanie)
- Podmiejska ballada i inne romanse
- Podróże małego Sindbada (1962)
- Rykoszet (1979)
- Strach ma wielkie oczy (1979; cykl „Zaufajcie wujowi Antoniemu”)
- Ślady białego księżyca (1963; w 1974 wydanie 4 w serii Biblioteka młodych)
- Uciekinier (1971)
- Umykający ślad
- W podróży nocą
- Wieczór u Padyszacha (1974; opowiadania)
- Wuj Antoni i asystenci (1977; cykl „Zaufajcie wujowi Antoniemu”)
- Zagubione, odnalezione
- Załoga Elżbiety
- Zaufajcie wujowi Antoniemu
- Zdumienie (2016; Grafini DTP, Brwinów - wspomnienie harcerskiego obozu 1934)
- Żelazny (1970)

## Scenariusze[2]
- Tarpany (1961)
- Draka (tv) (1970)

## Ordery i odznaczenia
- Krzyż Kawalerski Orderu Odrodzenia Polski (1974)[2]
- Złoty Krzyż Zasługi (11 lipca 1955)[3]